# Whoa, Nelly!
Whoa, Nelly! es el álbum debut de la cantautora luso-canadiense Nelly Furtado, lanzado en 2000. Fue aclamado por la crítica con comentarios positivos y clasificado como "un álbum contra las princesas pop".
La revista Slant, le llamó un "delicioso y refrescante antídoto contra la multitud de 'princesas y reinas del pop' y bandas rap metal, que han tomado el mando de la música popular al comenzar el nuevo milenio". El sonido del álbum, fue fuertemente influenciado por músicos que han cruzado culturas y "el reto de crear música emocional que tiene buen ritmo y da esperanza". 
El álbum, según la misma Nelly, fue influenciado también por sus raíces portuguesas y el hip hop, ya que vivía en Victoria (Canadá), donde tuvo mucho contacto con este género.

## Lista de canciones
| N.º | Título                                 | Escritor(es)         | Productor(es)             | Duración |  |
| 1.  | «Hey, Man!»                            | Nelly Furtado        | Gerald Eaton, Brian West  | 4:26     |  |
| 2.  | «... On The Radio (Remember The Days)» | Furtado              | Gerald Eaton, Brian West  | 3:54     |  |
| 3.  | «Baby Girl»                            | West, Furtado, Eaton | Gerald Eaton, Brian West  | 3:46     |  |
| 4.  | «Legend»                               | West, Furtado, Eaton | Gerald Eaton, Brian West  | 3:35     |  |
| 5.  | «I'm Like a Bird»                      | Furtado              | Gerald Eaton, Brian West  | 4:03     |  |
| 6.  | «Turn Off the Light»                   | Furtado              | Gerald Eaton, Brian West  | 4:36     |  |
| 7.  | «Trynna Finda Way»                     | West, Furtado, Eaton | Gerald Eaton, Brian West  | 3:32     |  |
| 8.  | «Party»                                | West, Furtado, Eaton | Gerald Eaton, Brian West  | 4:02     |  |
| 9.  | «Well, Well»                           | Furtado              | Nelly Furtado, Jon Levine | 2:59     |  |
| 10. | «My Love Grows Deeper (Part 1)»        | West, Furtado, Eaton | Gerald Eaton, Brian West  | 4:21     |  |
| 11. | «I Will Make U Cry»                    | West, Furtado, Eaton | Gerald Eaton, Brian West  | 3:57     |  |
| 12. | «Scared Of You»                        | Furtado              | Gerald Eaton, Brian West  | 6:09     |  |

Bonus Tracks Internacionales
- 13. "Onde Estás" (Furtado) - 4.14
- 14. "I'm Like A Bird" (Video)
- 15. "Turn Off the Light" (Video)

Bonus Tracks (Reino Unido)
- 13. "Onde Estás"
- 14. "I Feel You" (con Esthero)
- 15. "My Love Grows Deeper" (Versión single) aka "Part II"
- 16. "I'm Like a Bird" (CD-ROM video)

Bonus Tracks (Australia, Canadá, Brasil y Chile)
- 13. "Onde Estás"

Bonus Tracks (Japón)
- 13. "Onde Estás"
- 14. "Party" (Choroni Mix)
- 15. "I'm Like A Bird" (Gavo's Martini Bar Mix)

Edición Especial Asia (2002)
- 13. "Onde Estás"

Disc 2
- 1. "Hey, Man!" (Video)
- 2. "...On The Radio (Remember The Days)" (Video)
- 3. "Turn Off The Light" (Video)
- 4. "I'm like A Bird" (Video)
- 5. "I'm like A Bird" (Acoustic Version)
- 6. "I'm like A Bird" (Nelly vs. Asha Remix)
- 7. "Turn Off The Light" (Yogie's Sunshine Reggae Mix)
- 8. "...On the Radio" (A Dan The Automator Remix)

Edición Especial (2008)
Disc 2
- 1. "I'm Like A Bird" (Acoustic Version) - 3:59
- 2. "My Love Grows Deeper" (Versión Single) aka "Part II" - 4:23
- 3. "I Feel You" (con Esthero) - 4:11
- 4. "I'm A Bird" (Nelly vs. Asha Remix) - 5:38
- 5. "...On The Radio" (A Dan The Automator Remix) - 4:35

Edición expandida digital (2020)
- 13. "I'm Like A Bird" (Acoustic Version) - 3:59
- 14. "My Love Grows Deeper" (Versión Single) aka "Part II" - 4:23
- 15. "I Feel You" (con Esthero) - 4:11
- 16. "I'm A Bird" (Nelly vs. Asha Remix) - 5:38
- 17. "...On The Radio" (A Dan The Automator Remix) - 4:35
- 18. "Baby Girl" (Live at The Forum Version) - 4:37
- 19. "Party (Reprise)" - 4:54
- 20. "Turn Off the Light" (Timbaland Full Mix Version) - 4:35
- 21. "I'm Like A Bird" (Junior Vasquez Club Anthem) - 10:19
- 22. "Onde Estás"

## Singles
- I'm Like a Bird
- Turn Off the Light
- ...On The Radio (Remember The Days)
- Hey, Man!
- Trynna Finda Way (Este single fue únicamente lanzado como promocional en México )
- "Legend" (Promocional)